# Gobu Seyo
Gobu Seyo est un woreda de l'ouest de l'Éthiopie situé dans la zone Misraq Welega de la région Oromia. Partie sud de l'ancien woreda Bila Seyo, il a 41 012 habitants en 2007. Son centre administratif s'appelle Ano.
Limitrophe de la zone Mirab Shewa à l'est, le woreda Gobu Seyo est entouré dans la zone Misraq Welega par Bonaya Boshe au sud, Sibu Sire à l'ouest et Gudeya Bila (encore appelé « Bila Seyo » du nom de l'ancien woreda) au nord.
Son centre administratif, Ano, se trouve sur la route en direction d'Ambo et Addis-Abeba environ 60 km à l'est de Nekemte,.
Selon le recensement national de 2007, le woreda compte 41 012 habitants dont 12 % de citadins. La seule agglomération recensée est Ano avec 4 752 habitants. Environ 41 % des habitants du woreda sont protestants, 40 % sont orthodoxes, 18 % sont musulmans et près de 1 % sont de religions traditionnelles africaines. 
En 2022, la population du woreda est estimée à 60 556 personnes avec une densité de population de 176 personnes par km2 et 344 km2 de superficie.